# Moviment antinuclear

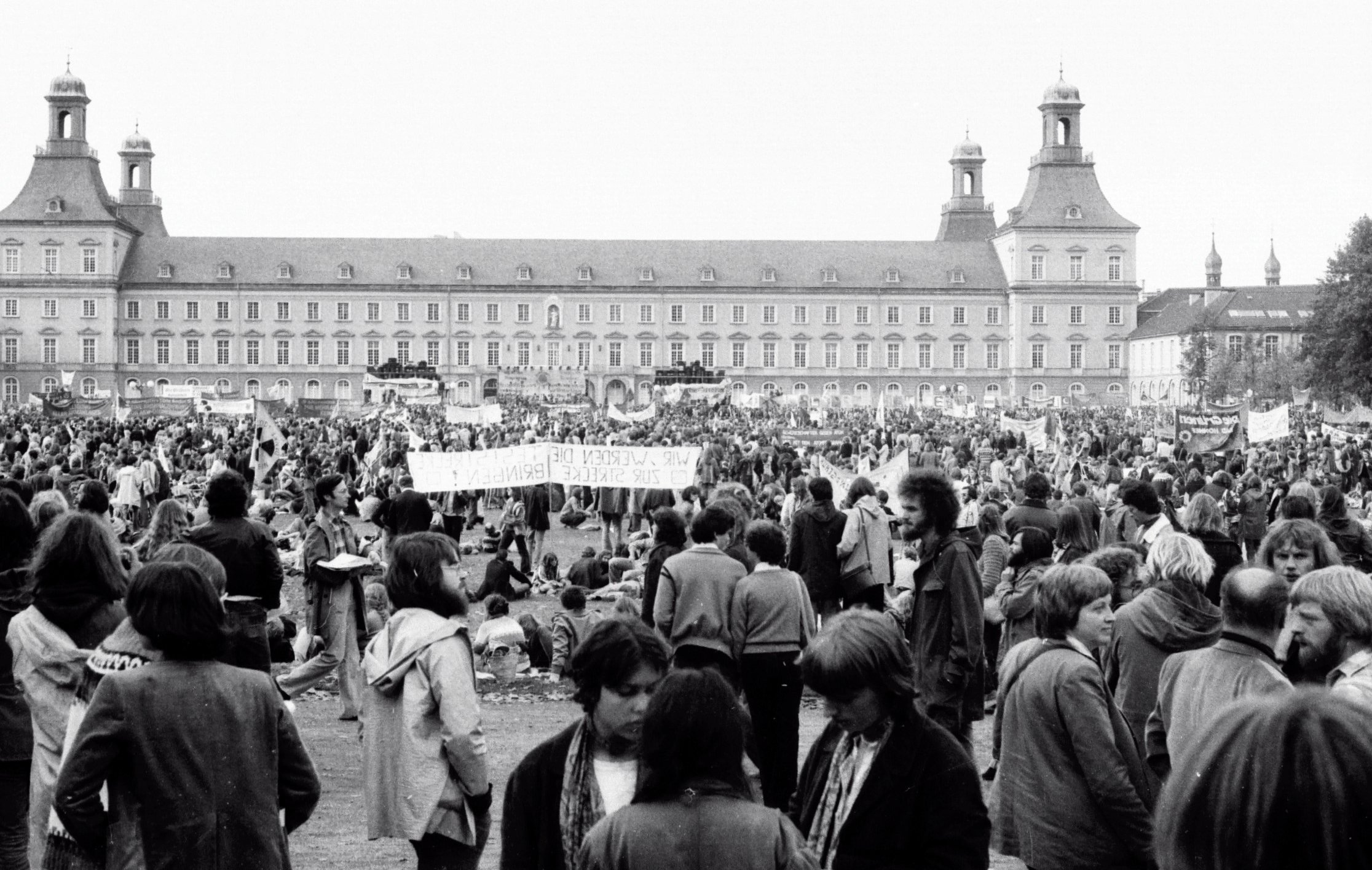
120.000 persones van assistir a una protesta antinuclear a Bonn, Alemanya, el 14 d'octubre de 1979, després de l'accident de Three Mile Island.

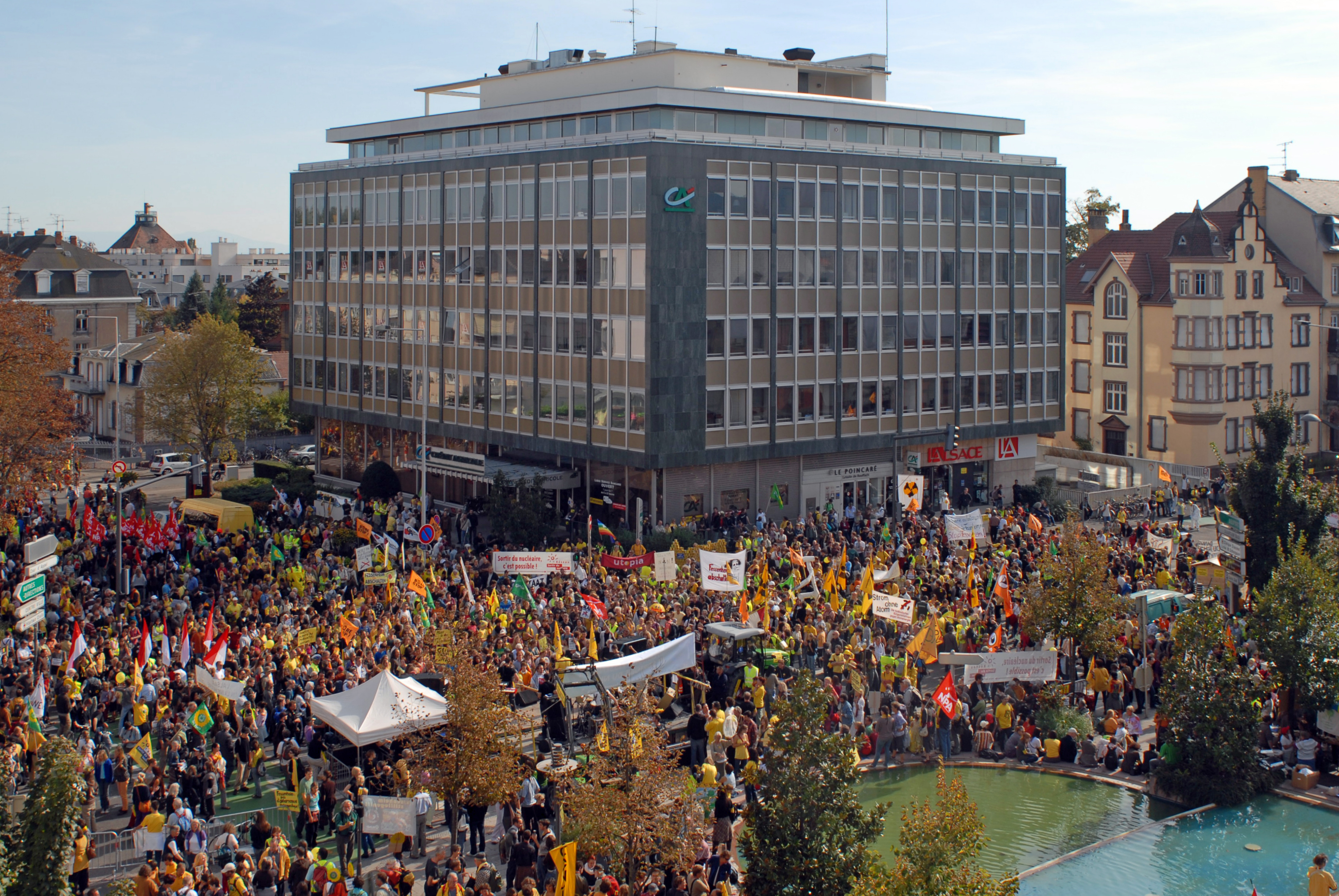
Manifestació antinuclear a Colmar, al nord-est de França, el 3 d'octubre de 2009.

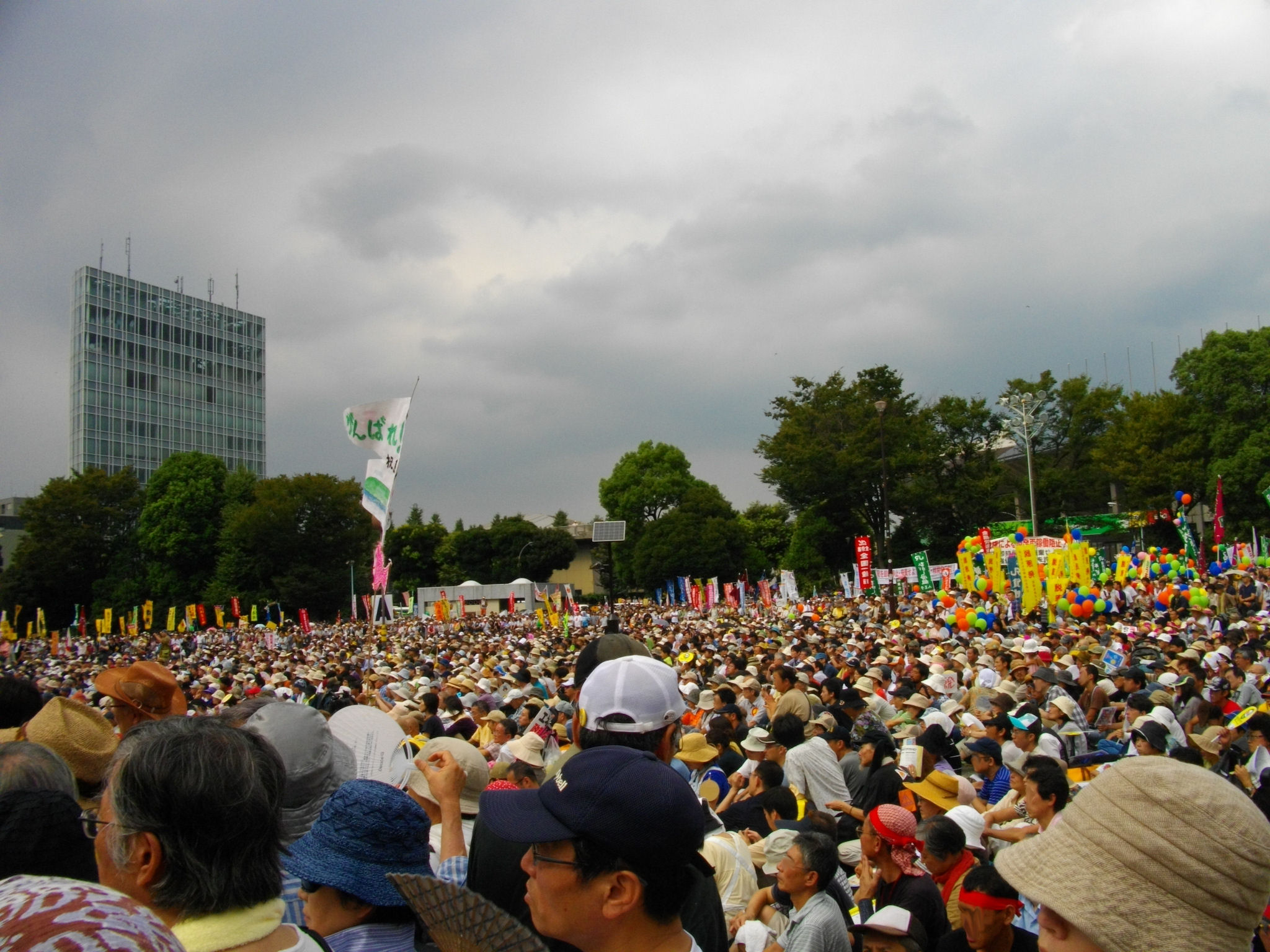
Manifestació contra la planta d'energia nuclear el 19 de setembre de 2011 a Meiji Shrine a Tòquio.

El moviment antinuclear és un moviment social que s'oposa a diverses tecnologies nuclears. Alguns grups d'acció directa, grups ecologistes i organitzacions professionals s'han identificat amb el moviment tant a nivell local, com nacional, i internacional. Els grups antinuclears més importants inclouen la Campanya per al Desarmament Nuclear, Amics de la Terra, Greenpeace i l'Associació Internacional de Metges per a la Prevenció de la Guerra Nuclear. L'objectiu inicial del moviment va ser el desarmament nuclear, tot i que des de finals de 1960 l'oposició ha inclòs l'ús de l'energia nuclear. Molts grups antinuclears s'oposen tant a l'energia nuclear com a les armes nuclears. La formació dels partits verds en els anys 1970 i 1980 va ser sovint el resultat directe de la lluita antinuclear.
Hi ha hagut moltes manifestacions i protestes antinuclears de grans dimensions. Una de les més grans es va produir al juliol de 1977 a Bilbao, amb unes 200.000 persones. Després de l'accident de Three Mile Island, el 1979, es va celebrar una protesta antinuclear a la ciutat de Nova York, amb la participació de 200.000 persones. El 1981, la major manifestació antinuclear d'Alemanya es va dur a terme per protestar contra la central nuclear de Brokdorf, a l'oest d'Hamburg, prop de 100.000 persones es van trobar cara a cara amb 10.000 agents de policia. La protesta antinuclear més gran va tenir lloc el 12 de juny de 1982, quan un milió de persones es van manifestar a la ciutat de Nova York en contra de les armes nuclears. La protesta de 1983 contra les armes nuclears de Berlín Occidental va aplegar prop de 600.000 participants. Al maig de 1986, arran de la catàstrofe de Txernòbil, s'estima que entre 150.000 i 200.000 persones es van manifestar a Roma per protestar contra el programa nuclear italià.
Durant molts anys, després de la catàstrofe de Txernòbil, l'energia nuclear estava fora de l'agenda política en la majoria dels països, i el moviment antinuclear semblava haver guanyat el pols i amb alguns grups antinuclears desmantellats. Però en els anys 2000, arran de les activitats de relacions públiques de la indústria nuclear, els avenços en els dissenys de reactors nuclears, i les preocupacions sobre el canvi climàtic, les qüestions d'energia nuclear va tornar en les discussions de la política energètica d'alguns països. Però l'accident nuclear japonès, el 2011, va sotragar el renaixement de la indústria de l'energia nuclear i va reviure les passions antinuclears a tot el món, posant els governs a la defensiva. A partir del 2011, països com Austràlia, Àustria, Dinamarca, Grècia, Irlanda, Itàlia, Letònia, Liechtenstein, Luxemburg, Malta, Portugal, Israel, Malàisia, Nova Zelanda i Noruega continuen oposant-se a l'energia nuclear. Alemanya i Suïssa estan eliminant l'energia nuclear.

## Preocupacions sobre les armes nuclears

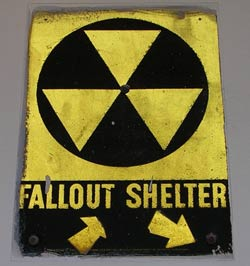
Un senyal que apunta a un antic refugi de la pluja radioactiva a la ciutat de Nova York.

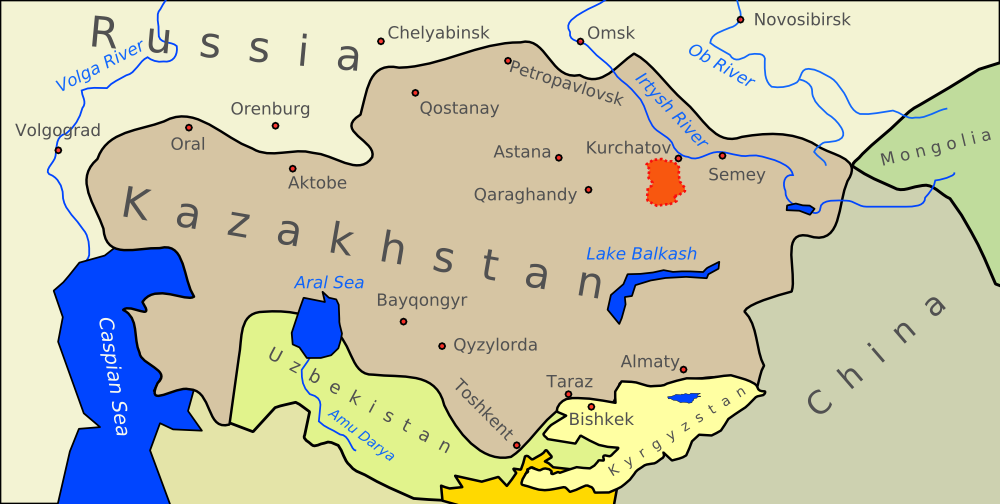
L'extensió de 18.000 km² del centre de proves de Semipalatinsk (indicat en vermell), que cobreix una àrea de la mida de Gal·les. La Unió Soviètica va realitzar 456 assajos nuclears a Semipalatinsk des de 1949 fins a 1989, amb poca consideració pel seu efecte sobre la població local o el medi ambient. L'impacte total de l'exposició a la radiació estava ocult durant molts anys per les autoritats soviètiques i només ha sortit a la llum des que el lloc de prova es va tancar el 1991.

Des d'un punt de vista antinuclear, és una amenaça per a la civilització moderna de la guerra nuclear mundial per atac nuclear accidental o deliberada. Alguns científics del clima estimen que una guerra entre dos països que tiressin l'equivalent a 100 bombes com la que es va llançar a Hiroshima, causaria moltes morts, segurament desenes de milions tan sols pels efectes climàtics per disminució dels raigs solars (la cendra i la pols llançades a l'atmosfera podrien cobrir la terra, causant la interrupció de la cadena alimentària en el que s'anomena un hivern nuclear).
Molts grups antinuclears citen l'Opinió Consultiva del Tribunal Internacional de Justícia de 1996, referent a la Legalitat de l'amenaça o l'ús d'armes nuclears, en què va declarar que "l'amenaça o l'ús d'armes nuclears serien generalment contràries a les lleis del dret internacional aplicables en els conflictes armats".
Alliberar al món de les armes nuclears ha estat una de les causes per als pacifistes per dècades. Però més recentment, els principals polítics i caps militars retirats han advocat pel desarmament nuclear. El gener de 2007 un article al Wall Street Journal, escrit per Henry Kissinger, Bill Perry, George Shultz i Sam Nunn, que eren veterans de la Guerra Freda i que creien en l'ús de les armes nuclears per a la dissuasió, havien canviant d'opinió i ara afirmaven que les armes nuclears en lloc de fer el món més segur, s'havien convertit en una font de gran preocupació.
Durant l'era de proves de les armes nuclears, moltes comunitats locals es van veure afectades, i algunes encara es veuen afectades per l'extracció d'urani, i l'eliminació dels residus radioactius.

## Preocupacions sobre l'energia nuclear

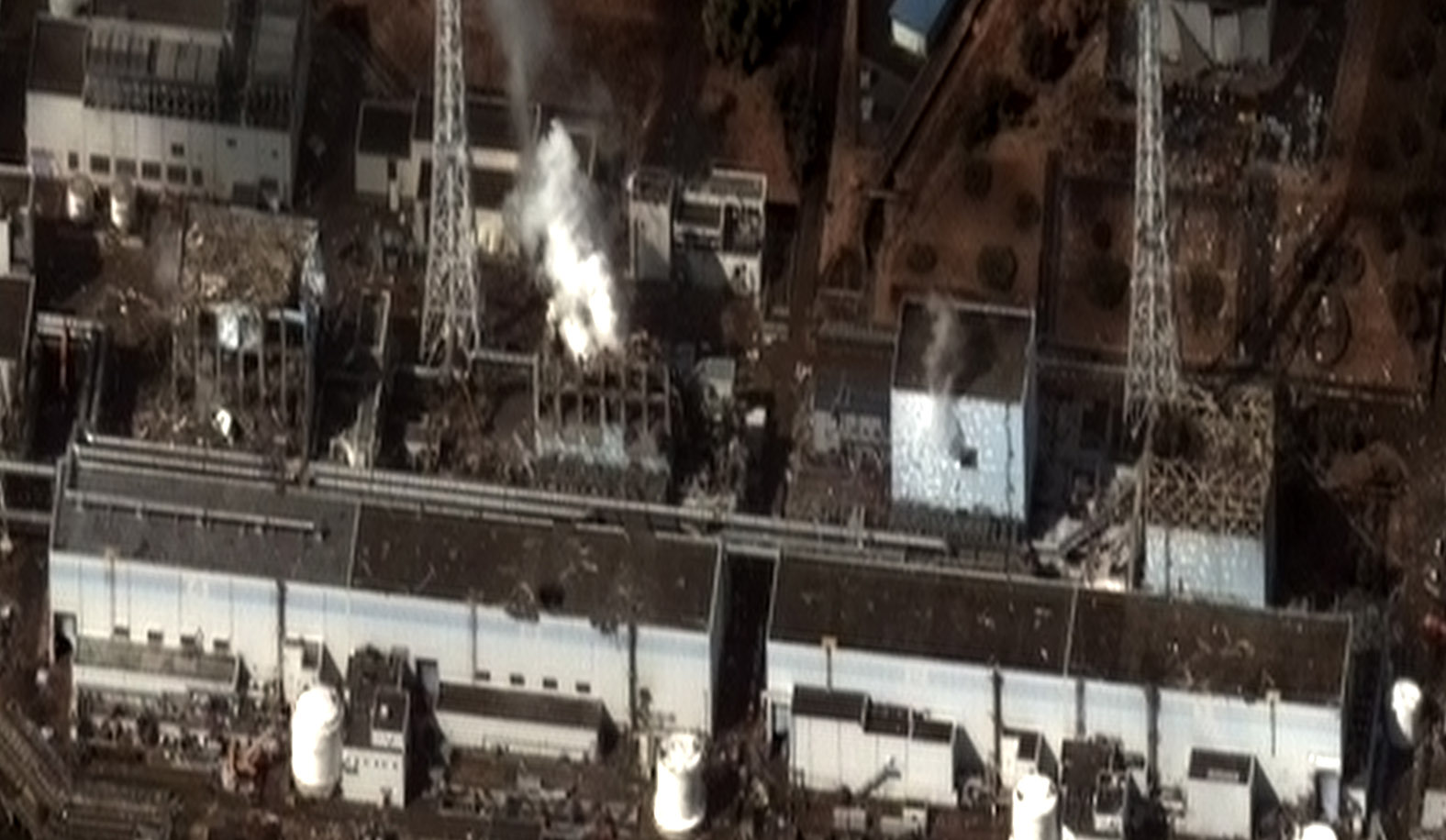
Després del desastre nuclear de Fukushima (2011), les autoritats japoneses van tancar 54 plantes d'energia nuclear. A partir de 2013, el lloc de Fukushima segueix sent altament radioactiu, amb uns 160.000 evacuats que encara viuen en habitatges temporals, i en alguns camps no s'hi podrà cultivar durant segles. El difícil treball de neteja trigarà 40 o més anys i costarà desenes de milers de milions de dòlars.

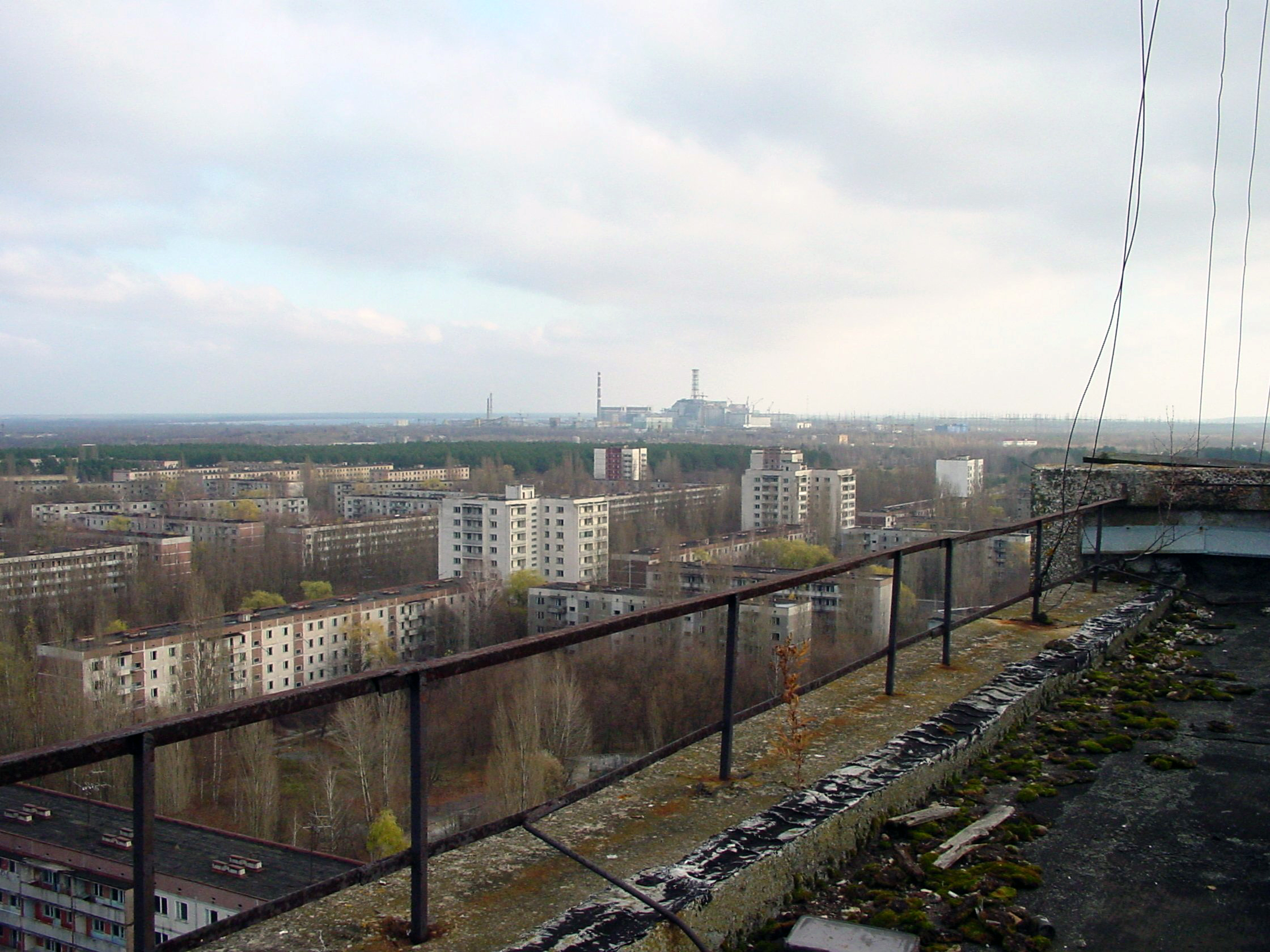
La ciutat abandonada de Prypiat, Ucraïna, després del desastre de Txernòbil el 1986. La central nuclear de Txernòbil és al fons.

Hi ha grans variacions en la comprensió dels pobles dels problemes que envolten l'energia nuclear, inclosa la tecnologia en si, el seu desplegament, el canvi climàtic i la seguretat energètica. Hi ha un ampli espectre de punts de vista i de preocupacions sobre l'energia nuclear i segueix sent un tema controvertit de la política sobre l'energia nuclear.
Molts estudis han demostrat que el públic "percep l'energia nuclear com una tecnologia molt arriscada", i, en tot el món, l'energia nuclear ha disminuït en popularitat des del desastre nuclear de Fukushima Daiichi. Els crítics antinuclears veuen l'energia nuclear com una forma perillosa i costosa de fer bullir l'aigua per generar electricitat. Els opositors a l'energia nuclear s'han plantejat una sèrie d'inquietuds relacionades:
- Accidents nuclears: que el nucli d'una planta d'energia nuclear es pugui sobreescalfar i fondre, amb l'alliberament de radioactivitat.
- Emmagatzematge de residus radioactius: que els residus radioactius no es gestionin correctament, alguns dels quals segueixen sent perilloses durant períodes molt llargs.
- Proliferació nuclear: que alguns tipus de dissenys de reactors nuclears utilitzen i/o produeixen material físsil que podria ser utilitzat en armes nuclears.
- Alt cost: que les centrals nuclears són molt cares.
- Atacs contra les centrals nuclears: que les instal·lacions nuclears puguin ser blanc de terroristes o criminals.
- Reducció dels drets civils: que el risc d'accidents nuclears, la proliferació i el terrorisme pot ser utilitzat per justificar restriccions als drets ciutadans.

D'aquests problemes, els accidents i l'eliminació dels residus nuclears radioactius de llarga durada probablement han tingut el major impacte públic a tot el món. Els activistes antinuclears apunten a l'emergència nuclear de Fukushima (2011) com a prova que l'energia nuclear no pot ser un 100% segura.
En el seu llibre Global Fission: The Battle Over Nuclear Power, Jim Falk explora les connexions entre les preocupacions tecnològiques i les preocupacions polítiques. Falk suggereix que les preocupacions dels grups de ciutadans o persones que s'oposen a l'energia nuclear s'han centrat sovint inicialment en la "gamma de perills físics que acompanyen a la tecnologia". La preocupació sovint comença amb un sol tema, com els residus radioactius, però de mica en mica l'enfocament de les preocupacions generalment s'amplia. Falk suggereix que una comprensió més rica i sofisticada dels temes du a més preocupacions i gairebé inevitablement, diu Falk, porta a una "preocupació per les relacions polítiques de la indústria nuclear".
Falk sosté que si totes les diferents preocupacions sobre els perills físics de l'energia nuclear es resumissin en una declaració curta, aquesta podria ser: "es tracta d'una tecnologia de la qual la gent desconfia profundament". Falk diu que aquesta desconfiança també s'aplica més àmpliament, al conjunt de l'empresa nuclear:

Les persones no només a desconfien de la seguretat de la tecnologia, sinó també de l'autoritat dels que els han assegurat, amb tanta seguretat, que l'energia nuclear és segura. En aquest sentit, la gent desconfia de tota empresa nuclear i no només de la seva tecnologia, però també desconfia d'organitzacions públiques i privades, partits polítics, i sovint de prestigiosos científics que defensen i ajuden en el desenvolupament de l'energia nuclear.

El 2010, Baruch Fischhoff, un professor de ciències socials, va dir que molta gent realment no confia en la indústria nuclear. Va afirmar que "tot i que recentment no s'ha fet res per perdre la confiança del públic en general, tampoc s'ha fet res per guanyar-se la confiança de la gent".
M.V. Ramana diu que "la desconfiança de les institucions socials que gestionen l'energia nuclear està molt estesa", i una enquesta duta a terme el 2001 per la Comissió Europea va concloure que "només el 10,1% dels europeus confia en la indústria nuclear". Aquesta desconfiança del públic es reforça periòdicament per violacions de seguretat nuclear, o mitjançant la ineficàcia i la corrupció de les autoritats reguladores nuclears. Un cop perduda, diu Ramana, la confiança és molt difícil de recuperar.
Davant l'antipatia pública, la indústria nuclear ha "intentat una varietat d'estratègies per persuadir el públic d'acceptar l'energia nuclear", inclosos la publicació de nombrosos "fulls informatius" que tracten sobre qüestions d'interès públic. M.V. Ramana diu que cap d'aquestes estratègies han tingut molt d'èxit. Els defensors nuclears han tractat de recuperar el suport públic en oferir nous dissenys de reactors més segurs. Aquests dissenys inclouen els que incorporen la seguretat passiva i reactors modulars petits. Tot i que aquests dissenys de reactors "es pensen per inspirar confiança, poden tenir un efecte no desitjat: la creació de la desconfiança dels reactors més antics que no tenen les característiques de seguretat dels nous".
Des de 2000, la indústria nuclear ha dut a terme una campanya internacional per promoure l'energia nuclear com una solució per a l'efecte hivernacle i el canvi climàtic. L'energia nuclear, la indústria diu, sols emet insignificants quantitats de diòxid de carboni. Els grups antinuclears responen dient que només el funcionament del reactor està lliure d'emissions de diòxid de carboni. Totes les altres etapes del cicle del combustible nuclear - l'extracció, la molta, el transport, la fabricació de combustible, l'enriquiment, la construcció del reactor, el desmantellament i la gestió de residus - utilitzen combustibles fòssils i, per tant, emeten diòxid de carboni.
El 2011, un tribunal francès va multar Electricité de France (EDF) amb 1,5 M € i va fer empresonar dos empleats d'alt rang per espiar Greenpeace, amb la intrusió en els sistemes informàtics de Greenpeace. Greenpeace va ser recompensada amb 500.000 € per danys i perjudicis.

## El moviment antinuclear als Països Catalans

La icona més popular als Països Catalans de la protesta antinuclear a partir de finals de la dècada de 1970

Degut a la construcció de diverses centrals nuclears als Països Catalans, el moviment ecologista a partir de finals de la dècada de 1970 prengué cada cop més força a nivell de Catalunya i del País Valencià.
Degut a la pressió ecologista i antinuclear i havent guanyat les eleccions el PSOE (1982) de la mà de Felipe González, el 1984 es revisa el Plan Eléctrico Nacional, limitant la construcció de noves centrals a 4 i paralitzant altres 5, i al desembre de 1994 es paralitza definitivament, deixant en el balanç de les empreses una inversió convertida en improductiva per aquesta decisió política, de 729.000 milions de pessetes. Això desactivà en part el moviment antinuclear als Països Catalans.